# オーストラリアタガメ
オーストラリアタガメ、ニューギニアタガメ（Lethocerus insulanus）は、半翅目コオイムシ科タガメ亜科タイワンタガメ属に属する水生昆虫の一種である。また、オーストラリアタガメという仮称はよく似て分布も近いL. distinctfemurにも使われる。

## 形態
体長は日本産タガメほどの体長で、5~7cm。オーストラリア最大の半翅目でもある。

## 生態
ため池など止水域に生息する。また、夜に車のヘッドライトなどの光に引き寄せられることがあり、ライトトラップでも採集できる。

## 生息地
オーストラリア、パプアニューギニア、ニューカレドニアに生息する。
オーストラリアでは、クイーンズランド州およびニューサウスウェールズ州の海岸および亜海岸、さらにはノーザンテリトリーの大部分を含む、熱帯および湿潤亜熱帯気候帯に生息している。ビクトリア州全域、南オーストラリア州、タスマニア州を含む大陸の南部地域には生息しない。
また、L. distinctfemurはオーストラリア大陸東側に生息する。